# ГЕС Хулу-Теренггану
ГЕС Хулу-Теренггану – гідроелектростанція в Малайзії. Знаходячись перед ГЕС Султан Махмуд, становить верхній ступінь каскаду на річці Теренггану, яка впадає до Південно-Китайського моря у місті Куала-Теренггану.
В межах проекту на Теренггану звели земляну греблю висотою 78 метрів, котра перекрила річку одразу після впадіння її правої притоки Piah. На час будівництва воду відвели за допомогою двох тунелів довжиною по 0,4 км з діаметром 9,2 метра. Гребля утримує водосховище Piah з площею поверхні 70 км2 та об’ємом 1735 млн м3 (корисний об’єм 1085 млн м3).
Крім того, ліву притоку Теренггану річку Тембат перекрили греблею із ущільненого котком бетону висотою 36 метрів, яка утримує водосховище з площею поверхні 2,2 км2 та об’ємом 20 млн м3 (корисний об’єм 6 млн м3). Від сховища Тембат в долину Теренггану прокладений тунель довжиною 1,25 км з діаметром 4,5 метра. На ньому працює ГЕС Тембат, обладнана двома турбінами типу Френсіс потужністю по 7,5 МВт, які використовують напір у 133 метри
Із резервуару Piah об’єднаний ресурс через два тунелі довжиною по 0,3 км з діаметром 4,5 метра подається до машинного залу станції Хулу-Теренггану. Останній споруджений у підземному виконанні на глибині 200 метрів, а доступ персоналу до нього здійснюється через тунель довжиною 0,5 км.
Основне обладнання ГЕС становлять дві турбіни типу Френсіс потужністю по 125 МВт, які забезпечують виробництво 413 млн кВт-год електроенергії на рік. При цьому вони використовують напір біля 150 метрів (рівень поверхні у сховищах Piah та Кенір у операційному режимі сягає 296 та 145 метрів НРМ відповідно).
Відпрацьована вода по відвідному тунелю довжиною 1,2 км з діаметром 8 метрів транспортується у водосховище греблі Кенір.
Видача продукції відбувається по ЛЕП, розрахованій на роботу під напругою 275 кВ.